# Vládní obvod Kolín nad Rýnem
Vládní obvod Kolín nad Rýnem (německy Regierungsbezirk Köln) je jeden z pěti vládních obvodů spolkové země Severní Porýní-Vestfálsko v Německu. Nachází se zde čtyři městské okresy a osm zemských okresů. Hlavním městem je Kolín nad Rýnem. V roce 2014 zde žilo 4 361 724 obyvatel.

## Městské okresy
1. Bonn
2. Cáchy (Aachen)
3. Kolín nad Rýnem (Köln)
4. Leverkusen

## Zemské okresy
1. Městský region Cáchy (Städteregion Aachen)
2. Düren
3. Euskirchen
4. Heinsberg
5. Oberberg (Oberbergischer Kreis)
6. Rýn-Berg (Rheinisch-Bergischer Kreis)
7. Rýn-Erft (Rhein-Erft-Kreis)
8. Rýn-Sieg (Rhein-Sieg-Kreis)